# 相 (物質)

融解する氷

相（そう、英: phase）とは、化学的組成及び物理的状態が一様な物質系の実体である。　相とは化学組成及び物理的状態が全体的に一様な形態のものである。
気体、液体、固体は、物質の三つの形態(物質の三態)として知られているが、固体や液体には複数の違った形態をとる場合があることもまた知られている。そこで、これらを区別する別の用語が必要になる―それに相という用語が使用される。
例えば完全に溶解した食塩水はどの部分を取り出しても同一の組成、物性を示すので1つの相だけからなる。氷水はどの部分を取り出しても水分子だけからなる同一の組成を持つが、固体と液体という異なる物性を示す2つの部分があるので、その氷が一つの塊であろうと、クラッシュアイスであろうと、2つの相からなる。
牛乳のようなコロイド溶液は肉眼ではどの部分も同じように見えるが、限外顕微鏡でみると乳脂肪からなる油滴の部分と水の部分に分かれているので2つの相からなる。
また、たとえば土壌は、固相、液相(水相)、気相の三相からなり、固相は土壌粒子、気相は土壌空気、水相は土壌水と呼ばれる。また、大気は、そのほとんどを気相が占めるが、エアロゾル（厳密にはエアロゾル分散媒)が清浄な空気でも8 x 10-5 m3-エアロゾル/m3-大気が存在する。 エアロゾルは、水相と固相の二相からなるので、大気もまた、固相、気相、液相の三相により構成される。
もっとも分かりやすい相の分類は固相、液相、気相であろう。多くの純物質は温度や圧力を変化させた場合、固体、液体、気体の3つの状態をとる。これらそれぞれの状態に対応する相が固相、液相、気相である。ただし、多くの物質は複数の固相を持つ。たとえば
- 固体の硫黄には斜方硫黄と単斜硫黄があり、これらは別の相である。
- 炭素にはグラファイト、ダイヤモンド、フラーレン構造などの形態が存在する。
- 炭酸カルシウムは方解石とアラレ石のかたちで存在する。
- 氷には少なくとも12種類の形態が存在している。

ヘリウムは複数の液相を持つ。水も2つの液相があると言われている。気相を複数持つ物質はない。また、液晶など、別の相を持つ物質もある。
飽和した砂糖水を冷却すると、溶けきれなくなった砂糖が固体として析出する。このように1つの相が複数の相に分離することを相分離という。
液体の水を冷却すると1気圧下では0℃で氷（固体の水）となり、加熱すると100℃で水蒸気（気体の水）となる。このように1つの相の温度や圧力を変化させた場合、2つの相の共存状態を経て別の1つの相へと変化することがある。これを相転移という。
ある系の組成や圧力、温度（状態変数）を指定したときに熱力学的平衡状態でどのような相を取るかを示した図を相図という。また、平衡状態にある系内の相の数と変化できる状態変数の数（自由度）と成分の数の間には相律という関係が成立する。
固体、液体、気体の3相の他に、プラズマ、ボース＝アインシュタイン凝縮がそれぞれ物質の第4、第5の相とされることがある。